# Giorgio Solaroli di Briona
Giorgio Solaroli, marchese di Briona (Torino, 17 luglio 1918 – Salerno, 14 dicembre 1996), è stato un nobile, militare e aviatore italiano, pluridecorato Asso della Regia Aeronautica durante la seconda guerra mondiale, dove conseguì 11 vittorie aeree individuali e 1 in compartecipazione.

## Biografia

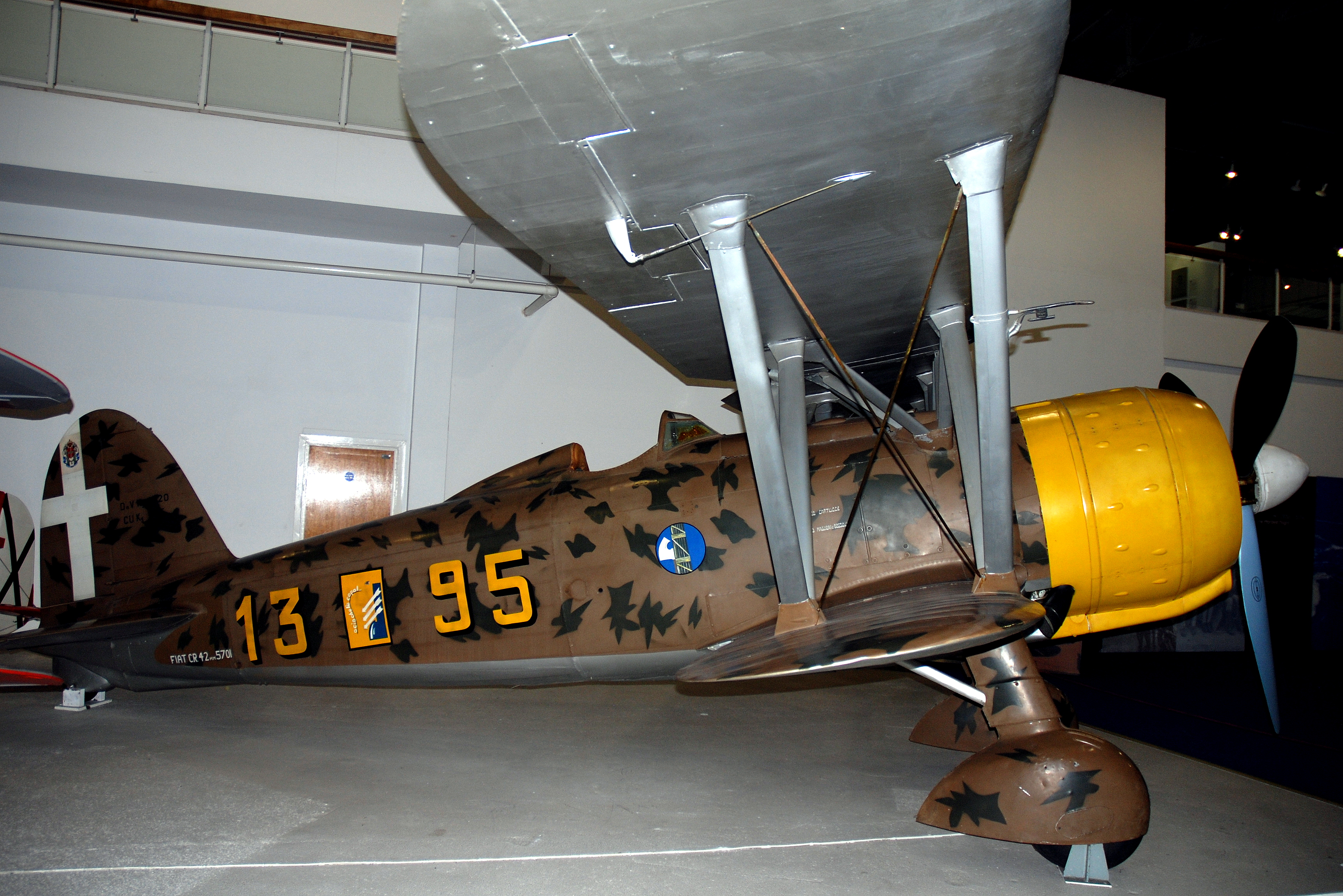
Un caccia Fiat C.R.42 Falco del Corpo Aereo Italiano, conservato presso il Royal Air Force Museum di Londra.

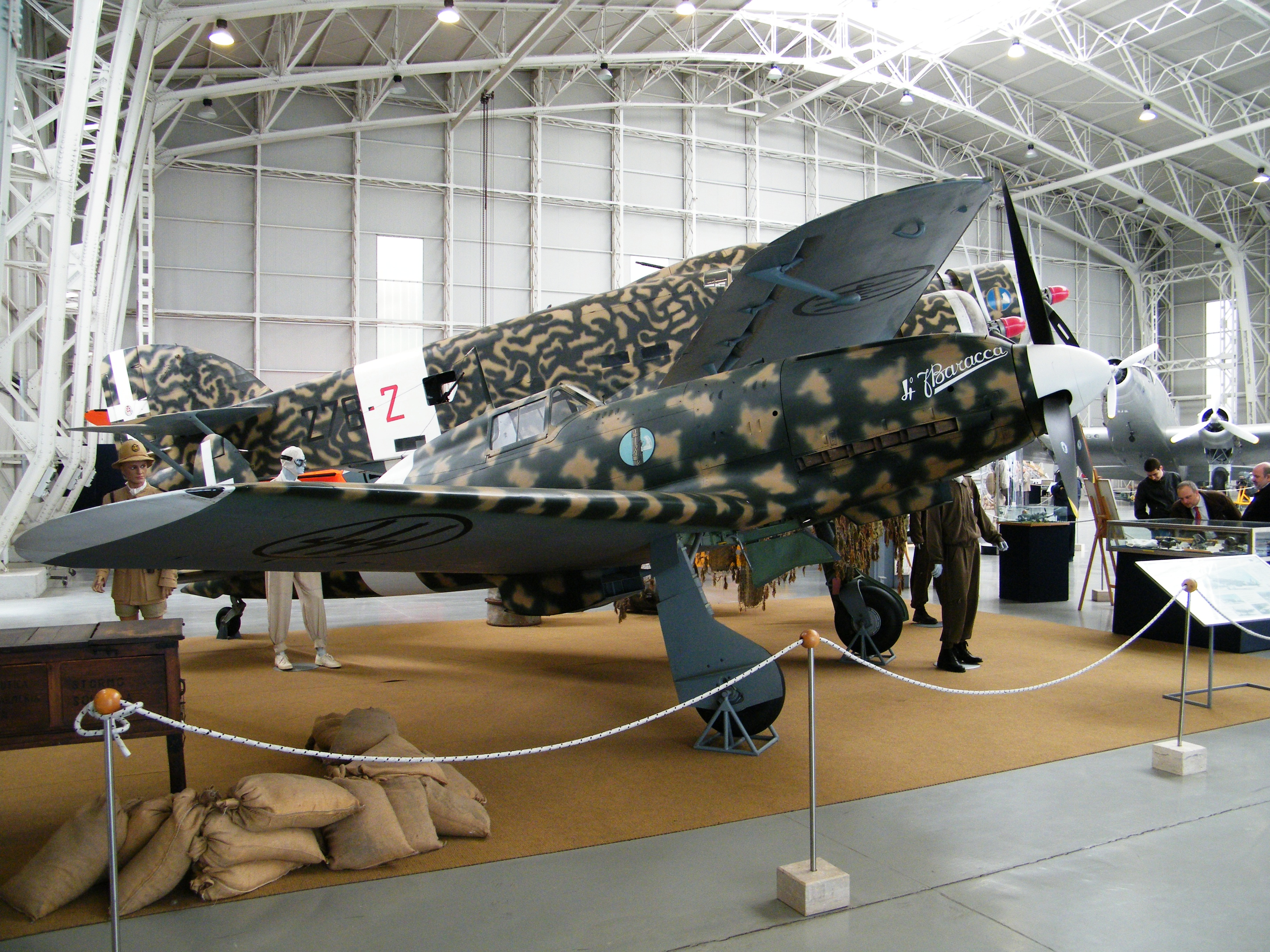
Un caccia Aermacchi C.202 Folgore conservato presso il Museo dell'Aeronautica di Vigna di Valle.

Nacque a Torino il 17 luglio 1918 da una nobile famiglia piemontese, figlio di Carlo e Elena Ceriana Mayneri. Appassionatosi al mondo dell'aviazione entrò nella Regia Aeronautica, frequentando il Corso Sparviero presso la Regia Accademia Aeronautica di Caserta. Il 1º ottobre del 1939 entrò in servizio permanente effettivo (s.p.e.) conseguendo il brevetto di pilota militare nel luglio del 1940. Dopo essere uscito dall'Accademia frequentò la Scuola Addestramento Caccia di Castiglione del Lago, venendo successivamente inviato a prestare servizio presso la 95ª Squadriglia, 18º Gruppo del 3º Stormo Caccia Terrestre. In seno a questa unità, incorporata nel 56º Stormo Caccia Terrestre in forza al Corpo Aereo Italiano (CAI) di stanza in Belgio, operò contro l'Inghilterra. Al ritorno in Italia fu assegnato al 156º Gruppo C.T., passando quindi al 22º Gruppo C.T. basato in Sicilia, dotato di caccia Fiat C.R.42 Falco, con cui operò contro l'isola di Malta. Il 6 febbraio 1941 fu promosso al grado di tenente pilota.
All'inizio dell'estate del 1941 il suo reparto iniziò ad operare con i caccia Reggiane Re.2000bis presso la Sezione Sperimentale del 23º Gruppo Autonomo C.T. basato a Comiso, in Sicilia. Nel mese di luglio l'unità divenne la 377ª Squadriglia Autonoma C.T., posta sotto il comando del capitano Pietro Calistri, basata sull'aeroporto di Trapani-Milo. Poco tempo dopo egli assunse il comando della Squadriglia, iniziando ad operare di notte contro l'isola di Malta a partire dal 15 novembre.
Negli ultimi giorni del mese di dicembre ritornò alla 74ª Squadriglia, 23º Gruppo, che si trasferì sull'aeroporto di Torino-Mirafiori per essere riequipaggiata con i Fiat G.50 Saetta. L'unità operò con i G.50 per breve tempo, in quanto nella seconda metà del mese di maggio del 1942 iniziò a ricevere i nuovi Aermacchi C.202 Folgore. Il 15 dello stesso mese venne formalmente ricostituito il 3º Stormo Caccia Terrestre, formato dal 18º e dal 23º Gruppo C.T, al comando del colonnello Tito Falconi. L'8 luglio lo Stormo partì per l'Africa Settentrionale Italiana, e il 23º Gruppo venne stanziato dapprima a Castelbenito, poi a Derna e successivamente a Abu Haggag, un campo d'aviazione situato a 90 km da El Alamein. Il 4 settembre conseguì le sue prime vittorie aeree abbattendo due caccia Curtiss P-40 nella stessa missione, ma anche il suo aereo venne pesantemente danneggiato ed egli dovette atterrare in emergenza ferito ad una gamba. Una volta preso terra si accorse, grazie all'intervento di tre bersaglieri, di essere finito in mezzo ad un campo minato, dal quale fu fortunosamente tratto in salvo. Dopo la battaglia di El Alamein il suo reparto seguì la ritirata delle forze italo-tedesche, attestandosi successivamente a Medenine in Tunisia. L'8 gennaio 1943 abbatté un caccia Supermarine Spitfire, e conseguì la sua ultima vittoria, la settima, in terra d'Africa il 23 marzo. Alla fine dello stesso mese il reparto rientrò in Italia attestandosi sull'aeroporto di Milano-Bresso per essere riequipaggiato, e successivamente fu schierato sull'aeroporto di Cerveteri, a difesa della Capitale. Tra il 19 luglio e il 3 settembre egli conseguì ulteriori quattro vittorie, abbattendo altrettanti caccia Lockheed P-38 Lightning dell'USAAF. Dopo l'armistizio dell'8 settembre 1943, il 19 dello stesso mese si sposò con la signorina Laura Floriani Salviati. In quel periodo risultava insignito di due Medaglie d'argento e una di bronzo al valor militare, una promozione per merito di guerra a capitano e della Croce di Ferro di II Classe tedesca.
Dopo la fine della guerra iniziò a lavorare presso l'azienda agricola di famiglia, volando nel tempo libero. Fu per molto tempo Presidente dell'Aero Club di Torino. Si spense nel 1996.

## Pubblicazioni
- Ricordi di un pilota da caccia, Giorgio Solaroli di Briona Editore, Torino, 1988.

### Annotazioni
1. ↑  Allora al comando del maggiore Ferruccio Vosilla.
2. ↑  Il reparto ricevette in dotazione anche i caccia Messerschmitt Bf.109G/F e Aermacchi C.205 Veltro III Serie.
3. ↑  La coppia ebbe quattro figli: Claudio Alberto, Aimone, Maria Consolata e Floriana.

### Fonti
1. ↑  Gustavsson, Slongo 2013, p. 62.
2. 1 2 3 4 5 6 7  Apostolo, Massimello 2000, p. 66.
3. 1 2  Dunning 1988, p. 27.
4. 1 2 3 4 5 6 7  Ufficio Storico dell'Aeronautica Militare 1977, p. 25.
5. 1 2 3 4  Dunning 1988, p. 31.
6. 1 2  Dunning 1988, p. 30.
7. 1 2 3 4 5 6  Apostolo, Massimello 2000, p. 67.
8. ↑  Ufficio Storico dell'Aeronautica Militare 1977, p. 27.
9. 1 2 3 4 5 6 7 8 9 10  Apostolo, Massimello 2000, p. 68.
10. 1 2 3  Ufficio Storico dell'Aeronautica Militare 1977, p. 26.
11. ↑  Bollettino Ufficiale del 14 agosto 1943.